# La Chapelle-aux-Lys
La Chapelle-aux-Lys – miejscowość i gmina we Francji, w regionie Kraj Loary, w departamencie Wandea.
Według danych na rok 1990 gminę zamieszkiwało 299 osób, a gęstość zaludnienia wynosiła 28 osób/km² (wśród 1504 gmin Kraju Loary La Chapelle-aux-Lys plasuje się na 985. miejscu pod względem liczby ludności, natomiast pod względem powierzchni na miejscu 979.).